# Gonneville-sur-Mer
Gonneville-sur-Mer är en kommun i departementet Calvados i regionen Normandie i norra Frankrike. Kommunen ligger i kantonen Dozulé som ligger i arrondissementet Lisieux. År 2022 hade Gonneville-sur-Mer 652 invånare.

## Befolkningsutveckling
Antalet invånare i kommunen Gonneville-sur-Mer
Referens: INSEE